# Lakshmi Menon
Lakshmi Menon (en tamoul : லட்சுமி மேனன்), née le 19 mai 1996 à Kochi, est une actrice et danseuse indienne qui travaille principalement dans les films Malayalam et Tamoul.

## Biographie
Lakshmi Menon est né d'un artiste dubaïote et d'un professeur de danse, Usha Menon. Elle a commencé la danse à l'âge de 3 ans et a appris Bharatanatyam, Kuchipudi et Kathakali. En 2011, elle attire l'attention du réalisateur, Vinayan et joue pour le film, Raghuvinte Swantham Raziya. Après son deuxième film, Ideal Couple, elle est repérée sur une couverture d'un magazine par le réalisateur, Prabhu Salomon et apprend le tamoul pour le film, Kumki. 

## Filmographie

### Actrice
| Année | Film                       | Rôle                    | Langue    | Notes |
| ----- | -------------------------- | ----------------------- | --------- | ----- |
| 2011  | Raghuvinte Swantham Rasiya | Priya                   | Malayalam |       |
| 2012  | Ideal Couple               | Shanthi                 | Malayalam |       |
| 2012  | Sundarapandian             | Archana                 | Tamoul    |       |
| 2012  | Kumki                      | Alli                    | Tamoul    |       |
| 2013  | Kutti Puli                 | Bharathy                | Tamoul    |       |
| 2013  | Pandianadu                 | Malarvizhi Chidambaram  | Tamoul    |       |
| 2014  | Naan Sigappu Manithan      | Meera                   | Tamoul    |       |
| 2014  | Manjapai                   | Karthika                | Tamoul    |       |
| 2014  | Jigarthanda                | Kayalvizhi              | Tamoul    |       |
| 2014  | Avatharam                  | Manimeghala             | Malayalam |       |
| 2015  | Komban                     | Palani Kombaiah Pandian | Tamoul    |       |
| 2015  | Vedalam                    | Tamizh                  | Tamoul    |       |
| 2016  | Miruthan                   | Renuka                  | Tamoul    |       |
| 2016  | Rekka                      | Bharati                 | Tamoul    |       |
| 2021  | Pulikkuthi Pandi           | Pechi                   | Tamoul    |       |
| 2022  | AGP Schizophrenia          | Pooja                   | Tamoul    |       |
| 2023  | Chandramukhi 2             | Divya                   | Tamoul    |       |

### Chanteuse
| Year | Film                 | Song              | Composer          | Notes             |
| ---- | -------------------- | ----------------- | ----------------- | ----------------- |
| 2014 | Oru Oorla Rendu Raja | "Kukkuru Kukkuru" | D. Imman          |                   |
| 2015 | Saagasam             | "Desi Girl"       | S. Thaman         | avec Silambarasan |
| 2015 | Kuzhambi             | "Oh Coffee Penne" | Ramasubramanian.R |                   |

## Récompenses
- Vikatan Awards de la meilleure actrice de début pour Sundarapandian (2012)
- SIIMA Awards de la meilleure actrice de début pour Sundarapandian (2012)
- Filmfare Award du meilleure début féminin – Sud pour Sundarapandian (2012)
- Chennai Times Film Award de la nouvelle venue prometteuse pour Sundarapandian (2012)
- Tamil Nadu State Film Award de la meilleure actrice pour Kumki (2012)
- Prix du Festival du film tamoul de la meilleure actrice pour Kumki (2012)
- Étoile montante du cinéma de l'Inde du Sud - Femme (2014)

### Nominations
- Vijay Awards de la meilleure début actrice pour Sundarapandian (2012)
- Filmfare Award de la meilleure actrice tamoul pour Kumki (2012)
- Vijay Awards de la meilleure début actrice pour Naan Sigappu Manithan (2014)
- SIIMA Awards de la meilleure début actrice pour Jigarthanda (2014)